# Musica del Kenya
La musica keniota comprende un vasto panorama di generi di musica tradizionale associabili alle numerose etnie del paese, ma anche molte forme di musica pop, fra cui spicca il benga.

## Musica tradizionale
Ognuna delle numerosissime etnie del Kenya ha una propria tradizione musicale. L'occidentalizzazione del Kenya e la diffusione di generi popolari importati (soprattutto il gospel) ha contribuito al declino di queste tradizioni, che oggi sono rappresentate soprattutto nelle zone rurali e presso popoli tradizionalmente più isolati, come i Mijikenda o i Turkana.
In genere, la musica tradizionale keniota enfatizza le percussioni, usate spesso in ensemble che danno luogo a ritmi e poliritmi complessi. Alla ritmica si accompagnano spesso canti strutturati, in cui il coro e i solisti interagiscono secondo una varietà di schemi ricorrenti; questi vanno dal diffusissimo chiamata e risposta (comune anche alla musica centrafricana e dell'Africa orientale) a soluzioni più elaborate, come le "competizioni" di solisti dei Masai o il pakruok dei Luo, in cui a metà di un brano la musica rallenta e si abbassa di tonalità, e i cori lasciano il posto a un solista. La musica dei popoli sulle coste o delle isole, come i Taarab, risente dell'influenza della musica araba e indiana.
Come in gran parte dell'Africa, la musica keniota è in genere concepita come attività fisica e strettamente correlata alla danza. 

### Ruolo sociale
Come avviene normalmente nell'Africa subsahariana, la musica tradizionale in Kenya è quasi sempre intesa come accompagnamento di eventi o attività sociali (riti religiosi, cerimonie politiche, feste, competizioni sportive, o anche il lavoro quotidiano). La musica luo, per esempio, comprende una vasta gamma di sottogeneri associati a diversi momenti della vita del villaggio: il teo buru viene suonato ai funerali, il dudu nelle feste della birra, il nyawawa in diversi riti religiosi e durante le pratiche divinatorie. I Bajuni sono invece noti per le work song con cui le donne scandiscono il ritmo del lavoro nei campi. 
Spesso, diversi generi di musica e di danza sono riservati a determinate fasce d'età; presso gli Akamba, per esempio, i giovani si dedicano a una danza acrobatica chiamata mbeni, ed esistono balli distinti per gli adulti (per esempio il kilumi) e per gli anziani (il kyaa). Gli strumentisti sono generalmente uomini, ma vi sono eccezioni; ancora presso gli Akamba, è diffuso un tipo di tamburo che viene generalmente suonato da una donna posta a cavalcioni sulla cassa di risonanza.

### Strumenti tradizionali
Nella musica keniota predominano le percussioni, in particolare i tamburi tipici delle culture bantu. Abbastanza diffusi sono anche i cordofoni: i Luo, per esempio, hanno il nyatiti (una lira a otto corde), originaria proprio del Kenya, e l'orutu (un fiddle); lo strumento tipico dei Gusii è un enorme liuto detto okobano; i Borana suonano una chitarra chiamata chamonge. Alcuni strumenti a corda sono realizzati in modi insoliti; i Gusii, per esempio, suonano uno strumento la cui cassa di risonanza è costituita da una buca nel terreno coperta da una pelle di capra tesa; la pelle viene forata e una corda viene fissata ai bordi del foro, in tensione. Meno importanti, ma diffusi presso varie etnie, sono gli strumenti a fiato, che comprendono diversi tipi di corni, flauti e trombe.
Presso alcuni popoli la musica è completamente o quasi completamente vocale, in particolare quando il peso e l'ingombro degli strumenti musicali sarebbero in conflitto con uno stile di vita nomade o semi-nomade. I Masai, per esempio, non hanno alcuno strumento musicale; i complessi cori polifonici adempiono anche alla funzione di sezione ritmica. Poca importanza hanno gli strumenti anche presso i Samburu (che usano solo semplici zufoli e uno strumento simile a una chitarra) e i Turkana (che usano quasi esclusivamente uno strumento a fiato realizzato da un corno di kudu).

## Musica popolare
Lo strumento predominante della musica pop keniota moderna è la chitarra elettrica, usata soprattutto come strumento ritmico, accompagnata da basso e percussioni; come nella musica tradizionale, i ritmi del pop keniota sono spesso molto complessi.
La storia della musica pop keniota è stata largamente influenzata dalla musica di paesi vicini, soprattutto del Congo e in misura minore della Tanzania. Il genere più tipicamente keniota è il benga, che si è affermato negli anni sessanta. 

### Origini della musica pop keniota
Il fatto che lo strumento predominante della musica leggera keniota sia la chitarra ha una chiara giustificazione storica; questo strumento, infatti, si diffuse in Kenya già nel XIX secolo, molto prima che nelle altre regioni dell'Africa.
La musica popolare moderna si sviluppò dapprima nelle zone con forte presenza europea, come l'area di Mombasa, dove già nei primi decenni del XX secolo esistevano locali da ballo con musicisti africani. Il primo gruppo musicale a ottenere un successo a livello nazionale fu la Rhino Band, formata durante la seconda guerra mondiale per accompagnare e intrattenere il corpo militare dei King's African Rifles. I musicisti del gruppo (in parte kenioti e in parte ugandesi) in seguito fondarono altre band di successo, come i Kiko Kids.
Negli anni cinquanta prese forma una vera e propria industria discografica locale, dotata di moderni studi di registrazione e in grado di dare vita al mercato della musica pop. Fundi Konde, uno dei chitarristi kenioti più famosi (insieme a Paul Mwachupa e Lukas Tututu) svolse un ruolo pionieristico nello sviluppo di questo business.

### Finger-style congolese (anni '50)
Nei primi anni '50 iniziarono a diffondersi in Kenya le registrazioni di grandi chitarristi congolesi come Edouard Massengo e Jean-Bosco Mwenda. Lo stile di Mwenda, noto come finger-style, influenzò molti musicisti kenioti. Il finger-style prende il nome da una tecnica chitarristica che consiste nel pizzicare le corde con il pollice e l'indice; alla chitarra si accompagna in genere un piccolo gruppo di strumenti, in cui una seconda chitarra segue la prima con linee ritmiche sincopate su tonalità più basse.

### Benga (anni '60 e '70)
Negli anni sessanta, il finger-style perse in popolarità, scalzato dall'emergere del benga, un genere musicale che univa elementi del kwela e del soukous (una variante della rumba originaria del Congo). Culla della musica benga, e luogo di sua massima diffusione, fu la zona del Lago Vittoria. Fra i gruppi di maggior successo di questo periodo si possono citare gli Equator Sound Band e Shirati Jazz; entrambi contribuirono a definire e innovare il genere. Altri gruppi molto popolari, come gli Hodi Boys e gli Air Fiesta, suonavano quasi esclusivamente cover in stile benga di brani congolesi, britannici o statunitensi.
Il benga rimase il genere predominante anche nel decennio successivo, acquisendo definitivamente il ruolo di genere pop nazionale: ancora oggi, per "benga" si intende talvolta tutta la musica pop keniota successiva agli anni '60. Fra gli artisti che negli anni '70 contribuirono a innovare il genere si possono citare i Victoria Jazz, i Victoria Kings, la Continental Luo Sweet Band e la Luna Kidi Band.

#### Benga etnici
Nel periodo di massimo splendore del benga, alcuni artisti adattarono questo stile alla tradizione del proprio gruppo etnico, dando origine a sottogeneri distinti. Particolarmente noti sono il benga sviluppato dal popolo Kamba e quello del popolo Kikuyu. Il "pop kamba" ebbe il suo periodo di fortuna negli anni '70; fra gli artisti più rappresentativi si possono citare Les Kilimambogo Brothers Band, Kalambya Boys & Kalambya Sisters e Peter Mwambi & His Kyanganga Boys. La musica pop kikuyu si sviluppò a cavallo fra gli anni '60 e '70; si distingue dal resto della musica keniota soprattutto per la presenza significativa di seconde voci femminili. Una star del pop Kikuyu fu Joseph Kamaru, che con il suo successo Celina (1967) diede avvio al genere. Molto influente sull'evoluzione del benga fu anche l'opera del musicista kikuyu Daniel Kamau.

### Pop swahili e pop congolese (anni '80-'90)
A partire dagli anni settanta, si sono affermati in Kenya due generi di pop dominati da artisti stranieri, il pop swahili (o swahili sound) e il pop congolese (o congolese sound). Entrambi sono basati sulla rumba. Il pop swahili è più lento e utilizza più frequentemente lo swahili o una lingua correlata chiamata taiti. Negli anni settanta e anni ottanta i gruppi di maggior successo in Kenya erano quelli congolesi, come la Orchestra Virunga e i Super Mazembe. Gli artisti di pop swahili di maggior successo, come gli Arusha Jazz (in seguito noti come Simba Wanyika Band) erano invece originari della Tanzania..

### Hotel pop (anni '80-oggi)
Un settore economicamente importante della musica pop keniota è costituito dal cosiddetto hotel pop; si tratta di artisti che si esibiscono soprattutto in hotel, villaggi vacanze e strutture simili, e hanno un repertorio specificatamente pensato per intrattenere i turisti. In genere suonano evergreen della musica pop internazionale reinterpretati, o classici della musica africana come Malaika, ma alcuni di essi hanno anche scritto brani originali divenuti poi celebri. I due principali gruppi hotel pop della scena moderna sono la Safari Sound Band e i Them Mushrooms (attivi dal 1987 nella zona di Nairobi).

### Tendenze attuali
Come in altre regioni dell'Africa, le nuove generazioni di musicisti kenioti sono soprattutto influenzate dall'hip hop e dal reggae.